# Зелёное (Попельнастовская сельская община)
Зелёное (укр. Зелене; до 2016 года — Ле́нина Пе́рвое) — село в Попельнастовской сельской общине Александрийского района Кировоградской области Украины.
Население по переписи 2001 года составляло 38 человек. Почтовый индекс — 28061. Телефонный код — 5235.